# Digital Signal 1
Digital Signal 1 (DS1, de vegades DS-1) és un esquema de senyalització de portadors T ideat per Bell Labs. DS1 és l'estàndard de telèfon digital principal utilitzat als Estats Units, Canadà i Japó i és capaç de transmetre fins a 24 trucades de veu i dades multiplexades a través de línies telefòniques. El transportista electrònic s'utilitza en lloc del transportista T fora dels Estats Units, Canadà, Japó i Corea del Sud. DS1 és el patró de bits lògic utilitzat sobre una línia física T1; a la pràctica, els termes DS1 i T1 s'utilitzen sovint de manera intercanviable.

## Visió general
T1 es refereix al sistema de telefonia digital principal utilitzat a Amèrica del Nord. T1 és un tipus de línia de la jerarquia de portadors T de PCM. T1 descriu el cablejat, el tipus de senyal i els requisits de regeneració del senyal del sistema portador.
Jerarquia PCM T-Carrier
| Designació del senyal digital | Tarifa de línia | Canals (DS0s) | Línia |
| ----------------------------- | --------------- | ------------- | ----- |
| DS0                           | 64 kbit/s       | 1             |       |
| DS1                           | 1.544 Mbit/s    | 24            | T1    |
| DS1C                          | 3.152 Mbit/s    | 48            | T1C   |
| DS2                           | 6.312 Mbit/s    | 96            | T2    |
| DS3                           | 44.736 Mbit/s   | 672           | T3    |
| DS4                           | 274,176 Mbit/s  | 4032          | T4    |
| DS5                           | 400,352 Mbit/s  | 5760          | T5    |

El senyal transmès en una línia T1, denominat senyal DS1, consta de bits en sèrie transmesos a una velocitat d'1,544 Mbit/s. El tipus de codi de línia utilitzat s'anomena Alternate Mark Inversion (AMI). La designació de senyal digital és la classificació de les taxes de bits digitals en la jerarquia múltiplex digital utilitzada en el transport de senyals telefòniques d'una ubicació a una altra. DS-1 és un protocol de comunicacions per multiplexar els fluxos de bits de fins a 24 trucades telefòniques, juntament amb dos bits especials: un bit de trames (per a la sincronització de trames) i un bit de senyalització de manteniment, transmès a través d'un circuit digital anomenat T1. La velocitat màxima de transmissió de dades de T1 és d'1,544 megabits per segon.

## Ample de banda
Un circuit de telecomunicacions DS1 multiplexa 24 DS0. Els vint-i-quatre DS0 mostrejats 8.000 vegades per segon (una mostra PCM de 8 bits de cada DSO per fotograma DS1) consumeixen 1,536 Mbit/s d'amplada de banda. Un bit d'enquadrament afegeix 8 kbit/s de sobrecàrrega, per a un total de 1,544 Mbit/s, calculat de la següent manera:
{\displaystyle {\begin{aligned}&\left(24\,{\frac {\mathrm {channels} }{\mathrm {frame} }}\times 8\,{\frac {\mathrm {bits} }{\mathrm {channel} }}\times 8,000\,{\frac {\mathrm {frames} }{\mathrm {second} }}\right)+\left(1\,{\frac {\mathrm {framing\ bit} }{\mathrm {frame} }}\times 8,000\,{\frac {\mathrm {frames} }{\mathrm {second} }}\right)\\={}&1,536,000\,{\frac {\mathrm {bits} }{\mathrm {second} }}+8,000{\frac {\mathrm {bits} }{\mathrm {second} }}\\={}&1,544,000\,{\frac {\mathrm {bits} }{\mathrm {second} }}\\\equiv {}&1.544\,{\frac {\mathrm {Mbit} }{\mathrm {second} }}\end{aligned}}}
DS1 és un circuit full-duplex, que transmet i rep simultàniament 1.544 Mbit/s.

## Sincronització de fotogrames DS1
La sincronització de fotogrames és necessària per identificar els intervals de temps dins de cada fotograma de 24 canals. La sincronització es fa mitjançant l'assignació d'un enquadrament, o bit 193. Això resulta en 8 kbit/s de dades d'enquadrament, per a cada DS1. Com que aquest canal de 8 kbit/s és utilitzat per l'equip de transmissió com a sobrecàrrega, només es transmet a l'usuari 1,536 Mbit/s. Dos tipus d'esquemes d'enquadrament són superframe (SF) i superframe estès (ESF). Un superframe consta de dotze fotogrames consecutius de 193 bits, mentre que un superframe estès consta de vint-i-quatre fotogrames consecutius de 193 bits de dades. A causa de les seqüències de bits únics intercanviades, els esquemes de trames no són compatibles entre si. Aquests dos tipus d'enquadrament (SF i ESF) utilitzen el seu canal d'enquadrament de 8 kbit/s de diferents maneres.

## Inband T1 versus T1 PRI
A més, per als T1 de veu hi ha dos tipus principals: els anomenats "plain" o T1 Inband i PRI (Primary Rate Interface). Tot i que tots dos porten trucades telefòniques de veu de manera similar, els PRI s'utilitzen habitualment als centres de trucades i proporcionen no només les 23 línies telefòniques utilitzables reals (conegudes com a canals "B" per al portador), sinó també una 24a línia (coneguda com a canal "D" per a dades) que transporten informació de senyalització de línia. Aquest canal especial "D" porta: dades d'identificació de trucades (CID) i identificació automàtica de números (ANI), tipus de canal requerit (normalment un canal B o portador), identificador de trucades, informació del servei d'identificació de números marcats (DNIS), número de canal sol·licitat i una petició de resposta.